# Пхова
Пхова (тиб. འཕོ་བ་,འཕོ་བ་, Вайлі pho ba, санскр. संक्रांतिसंक्रांति, saṃkrānti  IAST; санскр. परकायप्रवेशपरकायप्रवेश, parakāyapraveśa  IAST, «зміна місця», «вхід в інше тіло») — йогічна практика медитації, використовувана послідовниками Ваджраяни. Головна мета практики пхови полягає в підготовці до перенесення свідомості в момент смерті через тім'ячко на маківці голови, що забезпечує його злиття з умом мудрості Будди і переродження в Сукхаваті (Девачені), Чистій сфері будди Амітабги. Пхова може виконуватися як для себе, так і для інших людей (у тому числі для небуддистів), а також для тварин. Існує безліч видів практики пхови, які підходять різним людям залежно від їх підготовки, досвіду та індивідуальних здібностей. Пхова є частиною Шести Йог Наропи, однак Наропа навчав не всім різновидам пхови.

## Загальний опис практики пхова
Згідно уявленням тибетського буддизму, шлях, через який свідомість покидає тіло живої істоти, визначає місце його наступного народження. Можливі наступні дев'ять шляхів, через:[джерело?]
- анус — нове народження буде в світі пекла;
- статевий орган — нове народження буде в світі тварин;
- пупок — нове народження буде в світі богів світу бажання;
- рот — нове народження буде в світі голодних духів;
- ніс — нове народження буде в світах людей і духів;
- вуха — нове народження буде в світі напівбогів;
- очі — нове народження буде в світі богів світу форм;
- верхню частину голови (на чотири ширини пальця вище лінії росту волосся) — нове народження буде серед богів світу без форм.
- саму маківку голови — нове народження буде у  Західній Чистій сфері Будди Амітабхи, або в Східній Чистій сфері Будди Акшобг'ї, або в небесах Тушіта, або в одному з інших вищих світів.

З погляду буддизму, оволодівання практикою пхови дає можливість перенародитися в одному з вищих світів і вийти за межі самсари.
З точки зору медицини, регулярне виконання пхови приносить упевненість і безстрашність при наближенні власної смерті, а також допомагає полегшити страждання тих хто вмирає.

## Типи пхови
Існують різні методи та різні пхови. Найбільш складні й ефективні методи повинні здійснюватися з особливою обережністю і тільки під безпосереднім керівництвом досвідченого вчителя. В іншому випадку пхова може закінчитися передчасною смертю практикуючого. Спрощеними практиками пхови може займатися будь-хто. Надзвичайно важливо зробити ці практики звичними і природними, оскільки при раптовій смерті часу для навчання їм вже не буде. Крім підготовки до смерті, пхова в деяких обставинах сприяє зціленню від хвороб[джерело не вказане 4733 дні].
Чок'і Німа Рінпоче виділяє п'ять типів пхови.
1. Дгармакая-пхова характеризується відсутністю концепції «себе», як когось, хто кудись переноситься, і місця, куди це «я» переноситься. Для найбільших майстрів Дзогчену і Магамудри поняття «пхова» насправді вже застосовується.
2. Самбгоґакая-пхова практикується, коли людина стає майстром по візуалізації себе як божества. Під час смерті він просто маніфестує себе як божество і досягає самбгоґакаї.
3. Нірманакая-пхова передбачає збереження концепції себе як мандрівника, який прямує в Чисту Сферу. Головне в нирманакая-пхові — мати повну довіру до свого Вчителя і співчуття до всіх істот. Потім людина зосереджується на першо-складі, який спрямовується вгору по центральному каналу. Для успішного виконання цієї практики не обов'язково володіти високим рівнем духовного розвитку. Потрібні тільки віра, співчуття і здатність візуалізувати першосклад (т.зв. "склад-насіння").
4. Четвертий тип пхови аналогічний практиці Ґуру-йоги. У цій пхові, замість візуалізації божества або Будди Амітабги, Ваджрасатви або Ґуру Рінпоче, практикуючий уявляє свого корінного Ґуру в себе на маківці голови.
5. Кхачо пхова виконується, коли людина досягла стабільності в йозі сну, коли здатна бути свідомою уві сні і свідомо викликати в ньому певні видіння.

## Медичні дослідження пхови
Японський учений, доктор Хіросі Мотояма, вивчав психофізіологічний ефект дії пхови. У тих, хто практикував пхову були зареєстровані фізіологічні зміни нервової системи, метаболізму та системи акупунктурних меридіанів. Мотояма виявив на електроенцефалограмі, що хвилі біострумів мозку при практиці пхови докорінно відрізняються від тих, що спостерігаються у йогів, які займаються іншими видами медитації. Дослідження показали, що під час практики пхови стається стимуляція певної частини мозку — гіпоталамус, — а також спостерігається зупинка звичайної розумової діяльності.[джерело?]

## Ознаки практики Пхови
Суб'єктивні ознаки успішної практики пхови полягають у відчуття свербіння на маківці, можливо появі прозорої рідини, набуханні або розм'якшення тканин навколо джерельця, можливий і головний біль.
Щоб продемонструвати успішну практику, надійною ознакою якої є з'яява на маківці голови малесенького отвору, в який традиційно вставляється кінчик травинки Куша — травинка не має випадати.